# Книга пророка Аввакума
Книга пророка Авваку́ма — книга, входящая в состав еврейской Библии (Танаха) и Ветхого Завета. В еврейской Библии помещается в разделе Невиим (Пророки). Восьмая книга из «Двенадцати малых пророков». Написана пророком Аввакумом.

## Автор
Первый стих книги указывает на авторство Аввакума, однако о самом Аввакуме практически ничего не известно. На основе литургического характера книги, особенно третьей главы, можно сделать предположение, что Аввакум мог быть храмовым пророком или же левитом-певцом. Его имя (Хаваккук) возможно произошло от ивр. «хибук»‎ — объятия, либо от аккадского названия растения.

## Время написания
Точное время написания книги доподлинно неизвестно, однако на основании её содержания можно сделать предположение о периоде, к которому она относится. Описание народа халдеев указывает на период подъема Вавилонского царства, то есть на конец VII в. — начало VI в. до н. э. Возможно она была написана незадолго до первого захвата Иерусалима царём Навуходоносором в 597 г. до н. э. во время правления иудейского царя Иоакима.

## Содержание
Книга Аввакума является не совсем типичной для книг Малых пророков, что в частности, проявляется в её структуре. Книга состоит из двух частей:
- Первая часть книги — первая и вторая глава, представляют собой диалог между Аввакумом и Богом.

Пророк размышляет о причине страданий и зла.
- Вторая часть — псалом восхваления. Есть мнение что псалом (третья глава) является позднейшим добавлением, однако обе части книги, несомненно, тесно между собою связаны.

В первой главе пророк вопрошает Бога о насилии и несправедливости и задает Господу вопрос о причинах Его безучастности (1:2).
Бог отвечает, что орудием наказания будут халдеи, которые опустошат Иудею и будут судьёй народу Божьему (1:5). Халдеи представлены как народ могущественный, но нечестивый. Особенно указывается на то, что они поклоняются своей силе (1:11), которая на самом деле является даром Бога, а не их достижением.
Такой выбор судьи шокирует пророка, зачем нужно нашествие нечестивых, которые не знают Бога. Всё-таки израильтяне немного праведнее халдеев (1:13).
Пророк с трепетом и нетерпением ожидает ответа (2:1). Бог отвечает: «праведный своею верою жив будет» (Авв. 2:4). Такой ответ не объясняет причин решения Бога, а даёт универсальное правило жизни людей верующих в Бога.
Вторая часть второй главы представляет собой пророчество об участи надменных, жестоких и нечестивых поработителей. Оно исходит от Бога и имеет достаточно язвительный характер. Основное содержание:
Бог управляет человеческой историей, идолопоклонство является тяжким грехом.
Третья глава представляет собой литургический псалом, восхваляющий Бога. Псалом — пример истинной радости в Боге, это псалом абсолютной веры в Бога (3:17, 18).

## Влияние

### В иудаизме
Словами «праведный своею верою жив будет» (Авв. 2:4) раби Нахман бен Ицхак закончил свод, в котором 613 мицвот Торы он сводил к одной заповеди.

### В христианстве
Слова «праведный верою жив будет» стали одной из основ христианского мышления. Они трижды цитируются в Новом Завете: в Рим. 1:17, Гал. 3:11, в Евр. 10:38.